# Appellation d'origine vin délimité de qualité supérieure
La catégorie de vins d'appellation d'origine vin délimité de qualité supérieure (AOVDQS, ou plus souvent VDQS) est une ancienne catégorie de vins français ayant existé jusqu'au 31 décembre 2011.

## Description

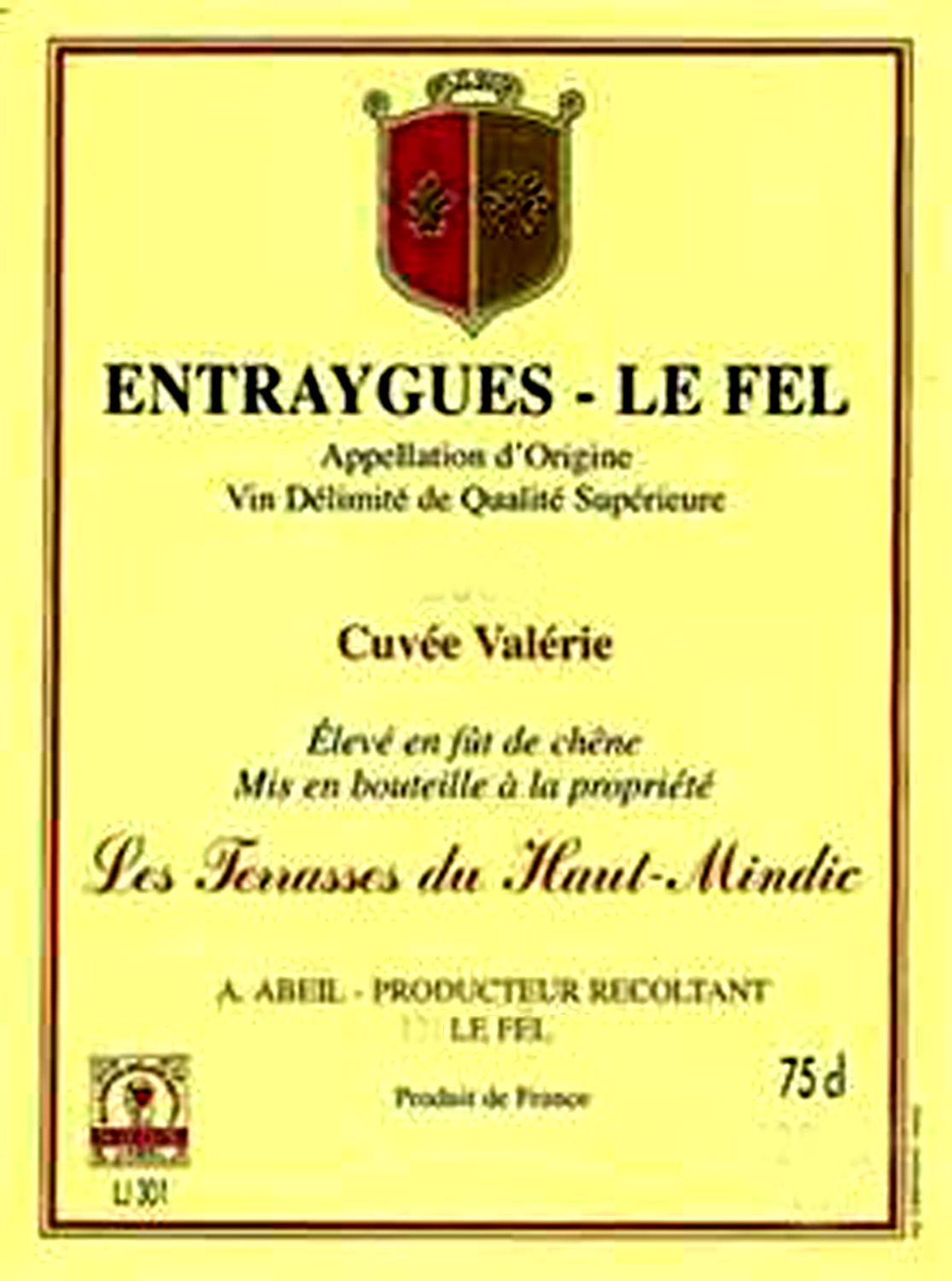
AO-VDQS Entraygues-le-fel

Les VDQS faisait partie, avec les vins sous AOC, de la catégorie européenne des vins de qualité produits dans des régions déterminées. Cette dernière catégorie a été remplacée par les vins sous AOP le 1er août 2009.
Les VDQS étaient ainsi des vins d’une certaine qualité, mais d’une notoriété moindre que ceux des vins sous AOC :
- ils ne pouvaient être mis en vente et circuler sous la dénomination de vins délimités de qualité supérieure qu'accompagnés d'un label délivré par le syndicat viticole intéressé ;
- les conditions auxquelles devaient répondre ces vins en vue de l'obtention du label, ainsi que les modalités de délivrance de celui-ci, étaient fixées pour chaque appellation par des arrêtés du ministre chargé de l'agriculture et du ministre chargé de la consommation, sur proposition de l'INAO ;
- les conditions auxquelles devaient répondre ces vins en vue de l'obtention du label, portaient en particulier sur les critères définis pour les vins sous AOC : aire de production, cépages, rendement à l'hectare, degré alcoolique minimum du vin tel qu'il doit résulter de la vinification naturelle et sans aucun enrichissement, procédés de culture et de vinification.

À la disparition de cette catégorie de vins, les producteurs de VDQS ont pu choisir de faire entrer l'appellation dans la catégorie des vins sous IGP ou dans la catégorie des vins sous AOC. Dans les deux cas, un cahier des charges a du être soumis à l'INAO. Aujourd’hui, la plupart des anciens VDQS sont devenus des vins sous AOC.